# Copa de Trinitat i Tobago de futbol
La copa de Trinitat i Tobago de futbol és la màxima competició per eliminatòries de Trinitat i Tobago.

## Historial
Font:
| Notes      | Notes                                             |
| ---------- | ------------------------------------------------- |
| *          | Partit decidit després de pròrroga                |
| daga       | Partit decidit després de penals (sense pròrroga) |
| doble-daga | Partit decidit després de pròrroga i penals       |

| Temporada | Campió                                           | Resultat                 | Finalista                         | Seu                      |
| --------- | ------------------------------------------------ | ------------------------ | --------------------------------- | ------------------------ |
| 1927      | Shamrock                                         | 4-2                      | Leaseholds                        |                          |
| 1928      | Southern Casuals                                 |                          |                                   |                          |
| 1929      | Everton                                          | 3-2                      | Maple Club                        |                          |
| 1930      | Everton (2)                                      |                          |                                   |                          |
| 1931      | Everton (3)                                      |                          |                                   |                          |
| 1932      | Everton (4)                                      |                          |                                   |                          |
| 1933      | No es disputà                                    | No es disputà            | No es disputà                     | No es disputà            |
| 1934      | Casuals (2)                                      |                          |                                   |                          |
| 1935      | Sporting Club                                    |                          |                                   |                          |
| 1936      | Shamrock (2)                                     | 3-2                      | United British Oilfields Trinidad |                          |
| 1937      | United British Oilfields Trinidad                | 3-2                      | Shamrock                          |                          |
| 1938      | West Ham                                         | 2-0                      | San Fernando                      |                          |
| 1939      | Casuals (3)                                      |                          |                                   |                          |
| 1940      | Maple Club                                       |                          |                                   |                          |
| 1941      | United British Oilfields Trinidad (2)            |                          |                                   |                          |
| 1942      | Spitfire                                         | 1-1, 3-2                 | Colts                             |                          |
| 1943      | United British Oilfields Trinidad (3)            | 1-1, 3-1                 | Sporting Club                     |                          |
| 1944      | Colts (2)                                        | 1-0                      | Sheffield                         |                          |
| 1945      | Colts (3)                                        | 5-0                      | Forest Reserve                    |                          |
| 1946      | Maple Club (2)                                   |                          |                                   |                          |
| 1947      | Notre Dame                                       | 2-1                      | United British Oilfields Trinidad |                          |
| 1948      | Colts (2)                                        |                          |                                   |                          |
| 1949      | Maple Club (3) Carlton                           | compartit                | -                                 |                          |
| 1950      | United British Oilfields Trinidad (4)            | 3-1                      | Hurricanes                        |                          |
| 1951      | United British Oilfields Trinidad (5) Providence | 1-1*                     | -                                 |                          |
| 1952      | Malvern United                                   | 2-1                      | United British Oilfields Trinidad |                          |
| 1953      | Maple Club (4)                                   | 1-0                      | Juniors                           |                          |
| 1954      | United British Oilfields Trinidad (6)            | 4-0                      | Providence                        |                          |
| 1955      | Malvern United (2)                               | 1-0                      | United British Oilfields Trinidad |                          |
| 1956      | Trinidad Petroleum Development                   | 2-0                      | Notre Dame                        |                          |
| 1957      | Shamrock (3) Shell                               | 2-2*                     | -                                 |                          |
| 1958      | Casuals (4)                                      | 1-0                      | Trinidad Petroleum Development    |                          |
| 1959      | Shamrock (4)                                     | 1-0                      | BP Fyzabad                        |                          |
| 1960      | Malvern United (3)                               | 2-0                      | Trinidad Petroleum Development    |                          |
| 1961      | Malvern United (4) BP Fyzabad                    | 1-1*                     | -                                 |                          |
| 1962      | Dynamos                                          | 1-0                      | BP Fyzabad                        |                          |
| 1963      | Maple Club (5)                                   | 3-0                      | Malvern United                    |                          |
| 1964      | Paragon                                          | 1-0                      | BP Palo Seco                      |                          |
| 1965      | Malvern United (5) BP Palo Seco                  | compartit                | -                                 |                          |
| 1966      | Juniors Regiment                                 | compartit                | -                                 |                          |
| 1967      | Regiment                                         | 4-3                      | Juniors                           |                          |
| 1968      | Malvern United (6)                               |                          |                                   |                          |
| 1969      | Point Fortin Civic                               | 4-2                      | Harvard                           |                          |
| 1970      | Maple Club (6)                                   | 3-0                      | Texaco                            |                          |
| 1971      | No es disputà                                    | No es disputà            | No es disputà                     | No es disputà            |
| 1972      | Maple Club (7)                                   | 3-0                      | Forest Reserve                    |                          |
| 1973      | No es disputà                                    | No es disputà            | No es disputà                     | No es disputà            |
| 1974      | Defence Force                                    |                          |                                   |                          |
| 1975      | Police                                           |                          |                                   |                          |
| 1976      | Falcons                                          |                          |                                   |                          |
| 1977      | Malvern United (7)                               | 2-1                      | Caroni                            |                          |
| 1978      | Falcons (2)                                      |                          |                                   |                          |
| 1979-1980 | No es disputà                                    | No es disputà            | No es disputà                     | No es disputà            |
| 1981      | Defence Force (2)                                | 5-0                      | Memphis                           |                          |
| 1982      | ASL Sports Club                                  |                          |                                   |                          |
| 1983      | ASL Sports Club (2)                              |                          |                                   |                          |
| 1984      | Motown United                                    |                          |                                   |                          |
| 1985      | Defence Force (3)                                | 1-1                      | Trintoc                           |                          |
| 1986      | Trintoc                                          |                          |                                   |                          |
| 1987      | La Brea Angels                                   |                          |                                   |                          |
| 1988      | Trintoc (2)                                      |                          |                                   |                          |
| 1989      | Defence Force (4)                                |                          |                                   |                          |
| 1990      | Police (2)                                       | doble-daga               | Superstar Rangers                 |                          |
| 1991      | Defence Force (5)                                |                          |                                   |                          |
| 1992      | Motown United (2)                                |                          |                                   |                          |
| 1993      | Trintoc (3)                                      |                          |                                   |                          |
| 1994      | Police (3)                                       | 0-0, 1-1                 | Superstar Rangers                 |                          |
| 1995      | United Petrotrin (4)                             |                          | Defence Force                     |                          |
| 1996      | Defence Force (6)                                |                          | Police                            |                          |
| 1997      | United Petrotrin (5)                             | 3-1                      | Superstar Rangers                 | Queen's Park Oval        |
| 1998      | San Juan Jabloteh                                | 3-2*                     | Defence Force                     |                          |
| 1999      | W Connection                                     | 2-1*                     | Joe Public                        | Marvin Lee Stadium       |
| 2000      | W Connection (2)                                 | 1-1                      | Joe Public                        | Gilbert Park             |
| 2001      | Joe Public                                       | 1-0                      | Carib                             | Marvin Lee Stadium       |
| 2002      | W Connection (3)                                 | 5-1                      | Arima Fire                        | Marvin Lee Stadium       |
| 2003      | North East Stars                                 | 2-2                      | W Connection                      | Marvin Lee Stadium       |
| 2004      | Temporada no finalitzada                         | Temporada no finalitzada | Temporada no finalitzada          | Temporada no finalitzada |
| 2005      | San Juan Jabloteh (2)                            | 2-1                      | Defence Force                     | Marvin Lee Stadium       |
| 2006      | WASA                                             | 3-3                      | North East Stars                  | Ato Boldon Stadium       |
| 2007      | Joe Public (2)                                   | 1-0                      | Caledonia AIA                     | Marvin Lee Stadium       |
| 2008      | Caledonia AIA                                    | 3-2                      | W Connection                      | Marvin Lee Stadium       |
| 2009      | Joe Public (3)                                   | 3-2*                     | W Connection                      | Marvin Lee Stadium       |
| 2010      | San Juan Jabloteh (3)                            | 1-0                      | North East Stars                  | Marvin Lee Stadium       |
| 2011      | Caledonia AIA (2)                                | 1-0                      | Defence Force                     | Manny Ramjohn Stadium    |
| 2012      | Caledonia AIA (3)                                | 2-0                      | Central FC                        | Ato Boldon Stadium       |
| 2013      | W Connection (4)                                 | 2-2                      | Central FC                        | Ato Boldon Stadium       |
| 2014-15   | North East Stars (2)                             | 0-0                      | W Connection                      | Ato Boldon Stadium       |
| 2015-16   | No es disputà                                    | No es disputà            | No es disputà                     | No es disputà            |
| 2017      | W Connection (5)                                 | 3-1                      | Police                            | Ato Boldon Stadium       |